# Viva World Cup
Viva World Cup var en internationell fotbollsturnering för nationer och etniska minoriteter som inte är medlemmar i FIFA. Turneringen organiserades av N.F.-Board. och spelades under en vecka vartannat år. De deltagande lagen representerade icke-erkända stater, med undantag för Monaco, som deltog 2006.
Det första Viva World Cup spelades 2006 i Occitanien och Sameland vann turneringen. 2008 spelades Viva World Cup i Gällivare och Malmberget i Sverige, med Sameland som värdar. Padanien vann turneringen. 2009 spelades Viva World Cup i Padanien som också vann turneringen. 2010 spelades Viva World Cup på Gozo. Även denna gång vann Padanien turneringen. Efter att N.F.-Board beslutade att turneringen ska spelas vartannat år spelades nästa turnering 2012 i Kurdistan.

## Segrare

### Herrar
| År   | Värdnation         | Final    | Final    | Final               | Match om tredjepris | Match om tredjepris | Match om tredjepris |
| År   | Värdnation         | Vinnare  | Resultat | Tvåa                | Trea                | Resultat            | Fyra                |
| ---- | ------------------ | -------- | -------- | ------------------- | ------------------- | ------------------- | ------------------- |
| 2006 | Occitanien         | Sameland | 21 – 10  | Monaco              | Occitanien          | (WO)                | Ambazonia           |
| 2008 | Sameland           | Padanien | 2 – 0    | Arameiska/syrianska | Sameland            | 3 – 1               | Kurdistan           |
| 2009 | Padanien           | Padanien | 2 – 0    | Kurdistan           | Sameland            | 4 – 4 (5 – 4 str.)  | Provence            |
| 2010 | Gozo               | Padanien | 1 – 0    | Kurdistan           | Occitanien          | 2 – 0               | Bägge Sicilierna    |
| 2012 | Irakiska Kurdistan | Sameland | 2 – 1    | Nordcypern          | Zanzibar            | 7 – 2               | Provence            |

### Damer
| År   | Värdnation | Final    | Final         | Final     | Match om tredjepris | Match om tredjepris              | Match om tredjepris              |
| År   | Värdnation | Vinnare  | Resultat      | Tvåa      | Trea                | Resultat                         | Fyra                             |
| ---- | ---------- | -------- | ------------- | --------- | ------------------- | -------------------------------- | -------------------------------- |
| 2008 | Sameland   | Sameland | 4 – 0/11 – 10 | Kurdistan | Endast två lag      | Match om tredjepris spelades ej. | Match om tredjepris spelades ej. |
| 2010 | Gozo       | Padanien | 4 – 0/3 – 0   | Gozo      | Endast två lag      | Match om tredjepris spelades ej. | Match om tredjepris spelades ej. |